# 에드워드 제임스 리드

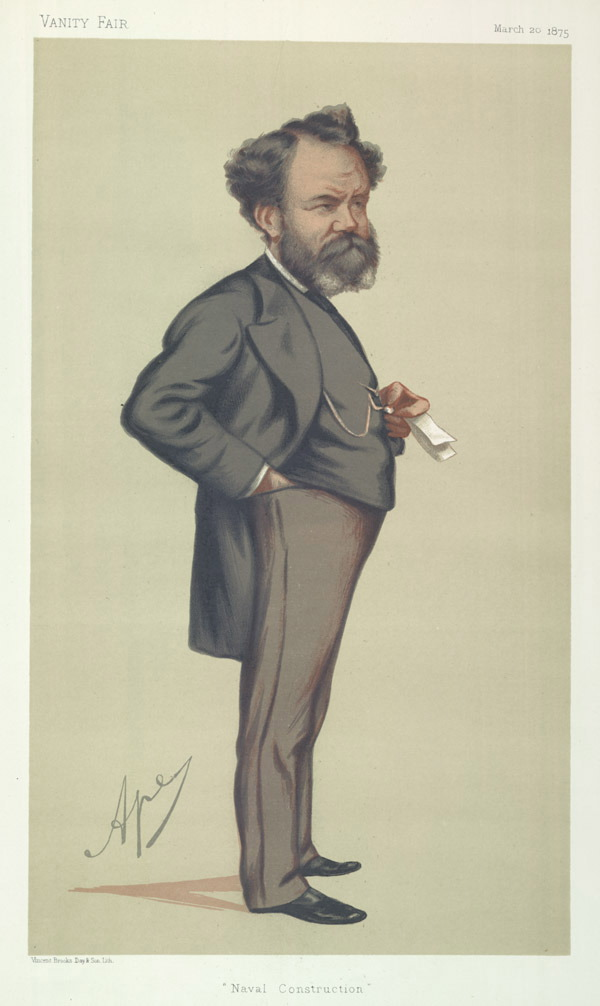
"해군 건설", 1875년 배니티 페어에 소개된 캐리커춰

에드워드 제임스 리드(Sir Edward James Reed, 1830년 9월 20일 - 1906년 11월 30일)는 영국의 군함 설계자, 작가, 정치인, 철도 거물이다. 1963년부터 1870년까지 영국 해군 조선 총감이었다. 그는 1874년부터 1906년까지 하원에 적을 두고 있었던 자유당 정치인이었다.

## 생애
1863년부터 1870년까지 영국 군함 설계의 최고 책임자였다. 돛을 겸용하는 시대보다 증기로 달리는 것이 일반적이었던 시기의 군함, 특히 철갑함에서 많은 우수한 설계를 해서, 근대적인 철갑함을 완성했다. 영국 해군을 떠난 이후에도 오랫동안 설계 기술 작업소에 주재하면서, 이 시대의 곤고형 코르벳인 ‘곤고’와 ‘히에이’, ‘철갑함 후소’의 설계를 도맡아 했다. 그 배들이 일본에 인도될 당시 부부가 일부러 일본을 방문했다. 당시 해군을 맡고 있었던 가와무라 스미요시와 만나 향후 일본 군함에 대해 건의하는 등 초창기의 일본 제국 해군과 긴밀한 관계를 맺었다.

## 참고자료
- 후쿠이 시즈오(福井静夫) 『후쿠이 시즈오 저작집 제1권 日本戦艦物語I』 光人社 ISBN4-7698-0607-8